# Lucile Lefevre
Lucile Lefevre (Briançon, 10 november 1995) is een Franse snowboardster.

## Carrière
Bij haar wereldbekerdebuut, in november 2011 in Saas-Fee, eindigde Lefevre op de negende plaats. In haar tweede wereldbekerwedstrijd, op 17 december 2011 in Ruka, wist ze haar eerste wereldbekerzege te boeken.
Op de eerste editie van Olympische Jeugdwinterspelen de won ze de bronzen medaille op het onderdeel half-pipe.

## Resultaten

### Wereldbeker

#### Eindklasseringen
| Seizoen   | Algm | HP |
| --------- | ---- | -- |
| 2011/2012 | 5e   | 5e |

#### Wereldbekerzeges
| Datum            | Plaats | Onderdeel |
| ---------------- | ------ | --------- |
| 17 december 2011 | Ruka   | Halfpipe  |